# 本田実信
本田 実信（實信）（ほんだ みのぶ、1923年3月29日 - 1999年1月6日）は、日本の東洋史学者。文学博士（ケンブリッジ大学・1957年）。京都大学名誉教授。北海道大学教授・京都大学教授・名古屋商科大学教授を歴任。

## 来歴・人物
1923年、愛知県岡崎市生まれ。1949年東京帝国大学文学部東洋史学科を経て、東京大学大学院修了。1957年、ケンブリッジ大学に学位論文を提出して文学博士(Ph.D.)を取得。
英国留学からの帰国後、モンゴル帝国史、ティムール朝史、サファヴィー朝史等のペルシア語写本を中心とする重要写本のマイクロフィルムを大量に招来した。
帰国後は、1957年北海道大学文学部助教授、1964年同大教授。1975年、京都大学文学部西南アジア史学科の教授に着任。1985年、京都大学文学部長を歴任。1986年に京都大学を定年退官。その後は、名古屋商科大学商学部教授就任。

## 受賞・栄典
- 1998年 第13回：大同生命地域研究賞を受賞 - 「多年に亘るユーラシア規模でのモンゴル時代史、ならびにイラン・イスラム中東地域の歴史と文化に関する研究業績」に対し[4]。

## 研究内容・業績
- モンゴル帝国史、イラン中世史を専門とした。ペルシア語文献とイスラム写本研究で業績があり、数々の著書・論文を発表した。
- 1981年から1985年までの5年間、3月29日‐31日に行うという、情報交換と研究発表の会を主催した[5][6] 。
- 戦後入居した下宿屋・みずほ館には、大学院生であった先輩の影山剛・神田信夫・護雅夫らが先に下宿しており、別のところに住む西嶋定生や山田信夫らも集まって深夜にまで及ぶ議論を戦わせていたという[7][8]。

## 著書
単著
- 『世界の歴史―ビジュアル版6 イスラム世界の発展』（講談社）1985。NCID BN00335208
- 『モンゴル時代史研究』（東京大学出版会）1991。NCID BN0628993010.14989/shirin_75_119
※勝藤猛「<書評>本田実信著『モンゴル時代史研究』」『史林』75巻1号、史学研究会 (京都大学文学部内)、1992年、119-126頁。doi:10.14989/shirin_75_119

共著
- 『アジア発展のエートス』（板谷茂・中嶋航一・柳町功・柳太洙との共著 勁草書房）1995。NCID BN12630340

## 論文
- Cinii